# Idiocranium russeli
Idiocranium russeli es una especie de anfibio gimnofión de la familia Indotyphlidae. Es la única especie del género Idiocranium.
Es endémica del suroeste del Camerún.